# Misseriye

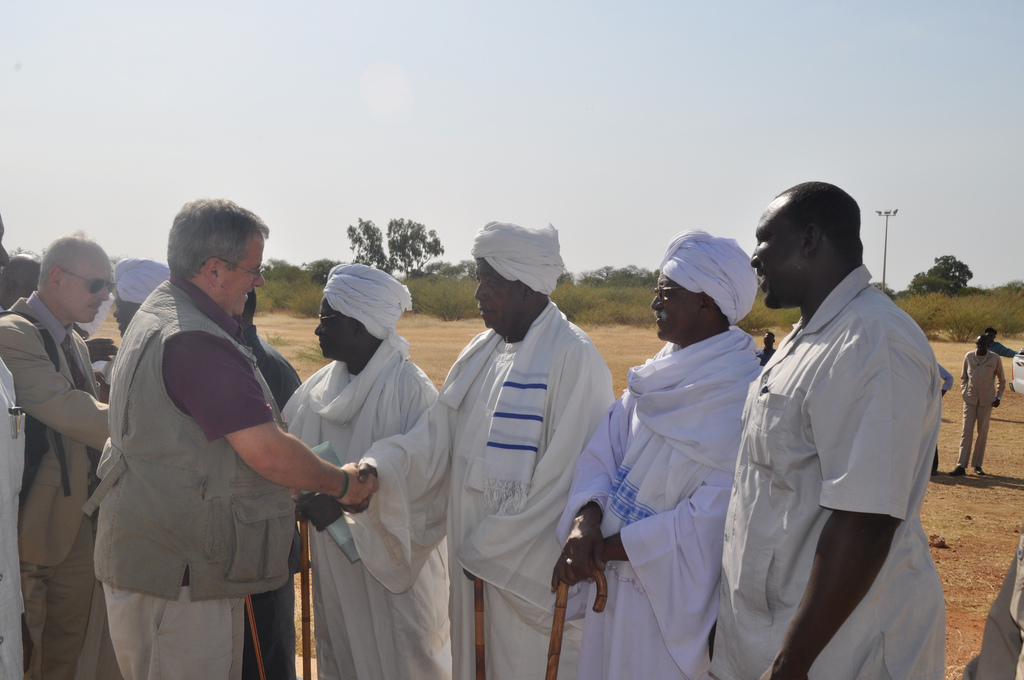
Stammesälteste der Misseriya in Muglad, Provinz Gharb Kurdufan.

Die Misseriye, auch Misseriya, Messiria, sind ein arabisierter Stammesverband im Sudan und der angrenzenden Ostregion des Tschad, der aufgrund seiner Lebensweise zu den Rindernomaden (Baggara) gezählt wird. Misseriye sprechen Sudanesisch-Arabisch und sind Muslime. Ihr Hauptsiedlungsgebiet liegt in den sudanesischen Provinzen Kurdufan und Darfur.

## Konflikte
Es kommt immer wieder zu Konflikten mit schwarzafrikanischen Ackerbauern um Weideland, Ackerflächen und Wasserstellen, wenn die Misseriye ihre Herden über die strittige Grenze an die fruchtbaren Wasserstellen im Süden treiben. So gab es 2008 im Gebiet Abyei gewalttätige Zwischenfälle.
Laut Angaben der britischen NGO Small Arms Survey belieferte die sudanesische Regierung die Misseriye auch nach dem Friedensabkommen von 2005 mit Waffen.
2011 wurden die Misseriye, die auf der Seite des Nordens, also des sudanesischen Gesamtstaates, standen, in Abyei zu einem wichtigen Faktor bezogen auf die Zugehörigkeit des ölreichen Gebietes zum Norden oder zu dem nach Unabhängigkeit strebenden Südsudan. Umstritten war zwischen der Regierung des autonomen Südsudan und des Gesamtstaates, ob die dort nomadisierenden Misseriye als wahlberechtigte Einwohner des Distrikts gelten können. Die Frage hat letztlich verhindert, dass wie ursprünglich geplant in diesem Gebiet zeitgleich mit dem Unabhängigkeitsreferendum im Südsudan 2011 auch darüber abgestimmt werden konnte, ob der Distrikt zum Süden oder zum Norden gehören soll.
Im März 2011 verhinderten Ngok-Dinka die Einreise der Misseriye nach Abyei, um zu demonstrieren, dass der Distrikt zum Südsudan gehört. Das Vieh der Misseriye drohte deswegen zu sterben.
Am 21. Mai 2011 rückten Truppen der sudanesischen Armee und Milizionäre der Misseriye nach heftigen Gefechten in Abyei ein. In der Folge kam es zu massiven Fluchtbewegungen die Abyei fast leer hinterließen. Laut UNO und der Organisation Not on Our Watch kam es zu Plünderungen und Brandstiftungen durch nordsudanesische Soldaten gemeinsam mit Milizionären des Misseriye-Volkes.

## Miliz
Die Misseriya bilden bewaffnete Milizen, die mutmaßlich von der sudanesischen Regierung ausgerüstet und unterstützt werden.